# A visszatérők epizódjainak listája
Ez a szócikk A visszatérők című sorozat epizódjait sorolja fel.
Körülbelül száz évvel egy atomháború után, az emberiség maradéka egy, a Föld körül keringő óriási űrállomáson él, mely azonban életciklusa végéhez közeledik. Az állomás vezetői ezért száz büntetett előéletű fiatalt az addig lakhatatlannak vélt Földre küldenek, felderítés céljából. A Földet ért tinédzsereknek önállóan kell túlélniük az idegen környezetben, amely távolról sem lakatlan, miközben az űrben maradók is igyekeznek életben maradni.

## Évados áttekintés
| Évad | Évad | Részek száma | Részek száma | Eredeti sugárzás  | Eredeti sugárzás     | Eredeti adó | Magyar sugárzás    | Magyar sugárzás     | Magyar adó |
| Évad | Évad | Részek száma | Részek száma | Évadbemutató      | Évadzáró             | Eredeti adó | Évadbemutató       | Évadzáró            | Magyar adó |
| ---- | ---- | ------------ | ------------ | ----------------- | -------------------- | ----------- | ------------------ | ------------------- | ---------- |
|      | 1.   | 13           | 13           | 2014. március 19. | 2014. június 11.     | The CW      | 2016. december 4.  | 2017. február 21.   | RTL Spike  |
|      | 2.   | 16           | 16           | 2014. október 22. | 2015. március 11.    | The CW      | 2017. május 30.    | 2017. augusztus 24. | RTL Spike  |
|      | 3.   | 16           | 16           | 2016. január 21.  | 2016. március 19.    | The CW      | 2017. október 5.   | 2017. október 27.   | RTL Spike  |
|      | 4.   | 13           | 13           | 2017. február 1.  | 2017. május 24.      | The CW      | 2018. december 11. | 2019. január 22.    | RTL Spike  |
|      | 5.   | 13           | 13           | 2018. április 24. | 2018. augusztus 7.   | The CW      | 2019. január 29.   | 2019. március 12.   | RTL Spike  |
|      | 6.   | 13           | 13           | 2019. április 30. | 2019. augusztus 6.   | The CW      | n. a.              | n. a.               | n. a.      |
|      | 7.   | 16           | 16           | 2020. május 20.   | 2020. szeptember 30. | The CW      | n. a.              | n. a.               | n. a.      |

### Első évad (2014)
| Sor. | Év. | Cím                                                 | Rendező        | Író                                                          | Premier                              | Nézettség        |
| --- | --- | --------------------------------------------------- | -------------- | ------------------------------------------------------------ | ------------------------------------ | ---------------- |
| 1. | 1.  | Földre szállás (Pilot)                              | Bharat Nalluri | Jason Rothenberg                                             | 2014. március 19. 2016. december 4.  | 2,73 millió n.a. |
| 97 évvel ezelőtt nukleáris csapás tizedelte meg az emberiséget. Mindössze az éppen a föld körül keringő űrállomások négyszáz lakója maradt életben.Három generáció született az űrben, de az űrbéli „Bárka” erőforrásai kimerülőben vannak. Közel egy évszázad elteltével az emberiség kénytelen hát visszatérni a Földre. |     |                                                     |                |                                                              |                                      |                  |
| 2. | 2.  | Földi praktikák (Earth Skills)                      | Dean White     | Jason Rothenberg                                             | 2014. március 26. 2016. december 6.  | 2,27 millió n.a. |
| Egy mentőakció meglepetéssel zárul. Közben Raven segít Abbynek megalkotni egy mentőkabint. |     |                                                     |                |                                                              |                                      |                  |
| 3. | 3.  | A gyilkos Föld (Earth Kills)                        | Dean White     | Elizabeth Craft & Sarah Fain                                 | 2014. április 2. 2016. december 13.  | 1,90 millió n.a. |
| A Földre érkezett fiatalok antibiotikumot keresnek, hogy kezelhessék Jasper sebeit. Közben Bellamy és a csapata ételre vadásznak. |     |                                                     |                |                                                              |                                      |                  |
| 4. | 4.  | Murphy törvénye (Murphy's Law)                      | P. J. Pesce    | T. J. Brady & Rasheed Newson                                 | 2014. április 9. 2016. december 20.  | 1,69 millió n.a. |
| Clarke és Finn közelebb kerülnek egymáshoz, miközben a Bárkával igyekeznek kommunikálni. Közben Bellamy helyreállítja a rendet a csoportban. |     |                                                     |                |                                                              |                                      |                  |
| 5. | 5.  | Az alkony utolsó sugarai (Twilight's Last Gleaming) | Milan Cheylov  | Bruce Miller                                                 | 2014. április 16. 2016. december 27. | 1,80 millió n.a. |
| Finn és Clarke új kapcsolata bonyolódni kezd. Octaviát leüti és elrabolja egy földi. |     |                                                     |                |                                                              |                                      |                  |
| 6. | 6.  | A húgom védelmében (His Sister's Keeper)            | Milan Cheylov  | Bruce Miller                                                 | 2014. április 26. 2017. január 3.    | 1,97 millió n.a. |
| Bellamy és a csapata Octaviát keresik. Közben Raven rájön, hogy Finnt és Clarke-ot összeköti valami. |     |                                                     |                |                                                              |                                      |                  |
| 7. | 7.  | Nyomás alatt (Contents Under Pressure)              | John Showalter | Akela Cooper & Kira Snyder                                   | 2014. április 30. 2017. január 10.   | 1,88 millió n.a. |
| Clarke végre kapcsolatba lép a Bárkával, Bellamy pedig behoz egy földit a táborba, hogy minél többet megtudjanak tőle. |     |                                                     |                |                                                              |                                      |                  |
| 8. | 8.  | A kirándulás (Day Trip)                             | Matt Barber    | Történet: Andrei Haq Tévéjáték: Elizabeth Craft & Sarah Fain | 2014. május 7. 2017. január 17.      | 1,64 millió n.a. |
| Clarke és Bellamy a tél közeledtével ellátmányt keresnek. Közben Octavia egy barátját segíti a szökésben. |     |                                                     |                |                                                              |                                      |                  |
| 9. | 9.  | Az egyesülés napja (Unity Day)                      | John Behring   | Kim Shumway & Kira Snyder                                    | 2014. május 14. 2017. január 24.     | 1,73 millió n.a. |
| A Bárka és a visszatérők is az újraegyesítést ünneplik. A Bárkát előbb egy robbanás, aztán egy puccskísérlet rázza meg. |     |                                                     |                |                                                              |                                      |                  |
| 10. | 10. | Én lettem a halál (I Am Become Death)               | Omar Madha     | T. J. Brady & Rasheed Newson                                 | 2014. május 21. 2017. január 31.     | 1,46 millió n.a. |
| Miután a száz visszatérő egyike egy vírussal tér vissza a táborba, és sokan megbetegszenek, Octavia, Finn, Jasper és Raven kigondolják, hogyan szereljék le a háborúra készülő földieket. |     |                                                     |                |                                                              |                                      |                  |
| 11. | 11. | A vihar előtti csend (The Calm)                     | Mairzee Almas  | Bruce Miller                                                 | 2014. május 28. 2017. február 7.     | 1,71 millió n.a. |
| Miután egy tűz miatt szinte minden ételük odalesz, a száz visszatérő közül a legerősebbek a földiek folyamatos fenyegetése ellenére vadászni kényszerülnek. |     |                                                     |                |                                                              |                                      |                  |
| 12. | 12. | Földiek vagyunk, 1. rész (We Are Grounders, part 1) | Dean White     | Tracy Bellmo & Akela Cooper                                  | 2014. június 4. 2017. február 14.    | 1,58 millió n.a. |
| Clarke és Finn új ellenséggel néznek szembe. Közben Bellamy megmenti Jaspert. |     |                                                     |                |                                                              |                                      |                  |
| 13. | 13. | Földiek vagyunk, 2. rész (We Are Grounders, part 2) | Dean White     | Jason Rothenberg                                             | 2014. június 11. 2017. február 21.   | 1,68 millió n.a. |
| Bellamy nehéz döntésre kényszeríti Octaviát. Később Finn kockáztat. |     |                                                     |                |                                                              |                                      |                  |

### Második évad (2014-2015)
| Sor. | Év. | Cím                                                                 | Rendező           | Író                            | Premier                               | Nézettség        |
| --- | --- | ------------------------------------------------------------------- | ----------------- | ------------------------------ | ------------------------------------- | ---------------- |
| 14. | 1.  | A negyvennyolcak (48) (The 48)                                      | Dean White        | Jason Rothenberg               | 2014. október 22. 2017. május 30.     | 1,54 millió n.a. |
| Clarke továbbra is csapdában van, Finn, Raven és Belami sorsa pedig ismeretlen. Eközben, a Bárka túlélői egy eddig ismeretlen, különösen veszélyes világot fedeznek fel. |     |                                                                     |                   |                                |                                       |                  |
| 15. | 2.  | Zord hegyen zord idő (Inclement Weather)                            | John F. Showalter | Michael Angeli                 | 2014. október 29. 2017. június 6.     | 1,48 millió n.a. |
| A gyanakvó Clarke szembeszáll Dante Wallace elnökkel és válaszokat követel. Kane kihallgatja a visszatérők egyikét, míg Abby egy életmentő műtétet hajt végre. Eközben Octavia erőszakhoz folyamodik annak érdekében, hogy megtalálja Lincoln-t. |     |                                                                     |                   |                                |                                       |                  |
| 16. | 3.  | Óvakodj a marcangolótól! (Reapercussions)                           | Dean White        | Aaron Ginsburg & Wade McIntyre | 2014. november 5 2017. június 13.     | 1,68 millió n.a. |
| Miután Clarke fényt derít a hegyen lévő orvosi laborban zajló szörnyű kísérletekre, egy veszélyesnek tűnő szövetségessel kényszerül egyesíteni az erőit. Miután Abby meggyónta az általa elkövetett bűnt, Kane brutális megtorlást szab ki rá. Eközben Octavia folytatja Lincoln elleni harcát, Monty pedig figyelmezteti a háborgó Jaspert arról, hogy Clarke óriási bajba kerülhet.                                                                                            |     |                                                                     |                   |                                |                                       |                  |
| 17. | 4.  | Sok ilyen szép napot! (Many Happy Returns)                          | P. J. Pesce       | Kim Shumway                    | 2014. november 12. 2017. június 20.   | 1,75 millió n.a. |
| Clarke, miután egy olyan ember árulta el őt, akiben teljes mértékben megbízott, a saját kezébe veszi az irányítást és bebizonyítja, hogy a feltétel nélküli megadás számára elképzelhetetlen. Bellamy, Finn és Murphy versenyt futnak az idővel annak érdekében, hogy megmentsék egy idegen életét. Mindeközben a feszültség egyre nő Raven és Wick között, sőt, egy váratlan újraegyesülés is bekövetkezik.                                                                     |     |                                                                     |                   |                                |                                       |                  |
| 18. | 5.  | Emberi kísérletek (Human Trials)                                    | Ed Fraiman        | Charlie Craig                  | 2014. november 19. 2017. június 27.   | 1,64 millió n.a. |
| Kane egy küldetést indít annak érdekében, hogy békét kössön a földiekkel. Eközben Jasper egy kockázatos kísérletre vállalkozik, Lincoln a szenvedés világába csöppen, Dante Wallace elnök pedig figyelmeztetést ad ki. Végül pedig Finn tovább keresi Clarke-ot, ám a kutakodás egy erőszakos fordulatot hoz. |     |                                                                     |                   |                                |                                       |                  |
| 19. | 6.  | Ha leszáll a köd (Fog of War)                                       | Steven DePaul     | Kira Snyder                    | 2014. december 3. 2017. július 4.     | 1,86 millió n.a. |
| A feszültség egyre nő Clarke és Finn között, miközben Raven felfedezi, hogy a Weather-hegy valahogyan képes megzavarni a visszatérők által használt kommunikációs rendszereket. Jasper és Monty kiderítik az igazságot arról, mi folyik a Weather-hegyen, Octaviának legrosszabb rémálmával kell farkasszemet néznie, Dante Wallace elnököt pedig azok fogják elárulni, akik korábban a bizalmasai voltak.                                                                       |     |                                                                     |                   |                                |                                       |                  |
| 20. | 7.  | A halál mélységei (Long Into an Abyss)                              | Antonio Negret    | James Thorpe                   | 2014. december 10. 2017. július 11.   | 1,62 millió n.a. |
| Abby eltökélten próbálja megvédeni az embereit a Földiek által indított támadástól, még úgy is, hogy emiatt ismeretlen területre kell merészkedniük és hátra kell hagyniuk néhány foglyot. Bellami aggódik és próbálja meggyőzni Clarke-ot, hogy menjen vele a leszállóhajóhoz, ahol Octavia egy veszélyes titokról rántja le a leplet. Clarke egy új tervvel áll elő, hogy megakadályozza a Földiek támadását, azonban ez a terv Abby-t egy különösen nehéz döntés elé állítja. |     |                                                                     |                   |                                |                                       |                  |
| 21. | 8.  | Űrséta (Spacewalker)                                                | John F. Showalter | Bruce Miller                   | 2014. december 17. 2017. július 18.   | 1,40 millió n.a. |
| Clarke lesújtó hírekkel érkezik vissza a Jaha táborba. Finn eközben korábbi tetteinek utóhatásaitól szenved, Abby pedig egy nem sok jót ígérő forrástól próbál információt szerezni, hogy egy fontos harcra készüljön. Finn és Raven közös múltjáról pedig újabb és újabb dolgok derülnek ki… |     |                                                                     |                   |                                |                                       |                  |
| 22. | 9.  | Emlékezz rám! (Remember Me)                                         | Omar Madha        | Dorothy Fortenberry            | 2015. január 21. 2017. július 25.     | 1,48 millió n.a. |
| Clarke egyezségre jut Lexával és Indrával, míg Abby és Kane kezdenek rájönni arra, hogy a döntéshozói hatalom egyre inkább kezd kicsúszni a kezeik közül. Eközben Raven háborog, képtelen kontrollálni az érzéseit, ráadásul egy vakmerő lépése miatt félő, hogy veszélybe kerül az „égiek” és „földiek” között újonnan kötött szövetség. |     |                                                                     |                   |                                |                                       |                  |
| 23. | 10. | Természetes kiválasztódás (Survival of the Fittest)                 | Dean White        | Akela Cooper                   | 2015. január 28. 2017. augusztus 1.   | 1,53 millió n.a. |
| Clarke és Lexa egy új ellenséggel néznek szembe, és mindkettőjük élete veszélybe kerül. Bellamy és Lincoln megegyeznek, hogy összedolgoznak annak érdekében, hogy betörjenek a Mount Weather-be. Eközben Murphy segít Jahának abban, hogy a férfi szembenézhessen a múltjával, Indra pedig egy olyan ajánlatot tesz Octaviának, amit biztosan nem fog visszautasítani. |     |                                                                     |                   |                                |                                       |                  |
| 24. | 11. | Kegyelemdöfés (Coup de Grace)                                       | P. J. Pesce       | Charlie Craig                  | 2015. február 4. 2017. augusztus 8.   | 1,51 millió n.a. |
| Bellamy és Lincoln Mount Weather-be tett behatolási kísérlete brutális következményekkel jár. Abby azért küzd, hogy megőrizze irányító szerepét, amit Clarke készül elvenni tőle. Eközben a Monty és Harper eltűnése miatt elkeseredett Jasper szembeszáll Wallace elnökkel és válaszokat követel. |     |                                                                     |                   |                                |                                       |                  |
| 25. | 12. | Rubicon (Rubicon)                                                   | Mairzee Almas     | Aaron Ginsburg & Wade McIntyre | 2015. február 11. 2017. augusztus 15. | 1,36 millió n.a. |
| A feszültség egyre nő Clarke és Abby között, miután Clarke átlépi a határokart. Raven segít Bellamy-nak eljutni a Mount Weather-hez. Jaha és Murphy egy idegennel kerülnek szembe, aki vélhetően nem épp az, akinek elsőre látszik. Octavia felkészült arra, hogy egy olyan emberrel kezdjen harcolni, akit nagyon szeret. Eközben, a Mount Weather-en zajló események fordulóponthoz érkeznek.                                                                                  |     |                                                                     |                   |                                |                                       |                  |
| 26. | 13. | Feltámadás (Resurrection)                                           | Dean White        | Bruce Miller                   | 2015. február 18. 2017. augusztus 21. | 1,42 millió n.a. |
| Clarke erősen megkérdőjelezi Lexa vezetői döntéseit. Abby minden erejével igyekszik segíteni a sebesült Kane-nek, míg Indra továbbra is sürgeti Octaviát. Eközben a Mount Weather-en Jasper megpróbálja átvenni az irányítást, Cage pedig egy életveszélyes helyzetbe kényszeríti Mayát. |     |                                                                     |                   |                                |                                       |                  |
| 27. | 14. | A hazugságok őre (Bodyguard of Lies)                                | Uta Briesewitz    | Kim Shumway                    | 2015. február 25. 2017. augusztus 22. | 1,55 millió n.a. |
| A csatára készülve Clarke és Lexa szorult helyzetbe kerülnek. Raven kétségbeesetten próbál segíteni, ennek érdekében Wicket a gépszobába hívja. Jaha és Murphy egy veszélyes útonállóba ütköznek, miközben a Mount Weather-en Bellamy versenyt fut az idővel. |     |                                                                     |                   |                                |                                       |                  |
| 28. | 15. | A vért vérrel kell lemosni, 1. rész (Blood Must Have Blood, Part 1) | Omar Madha        | Aaron Ginsburg & Wade McIntyre | 2015. március 4. 2017. augusztus 23.  | 1,49 millió n.a. |
| Clarke és Lexa továbbra is a sorsfordító csatára készülnek, míg Raven és Wick komoly hátráltató tényezőkkel szembesülnek. Eközben Octavia és Lincoln egy nagyon nehéz döntés elé néznek. A Mount Weather-en Jasper és Maya egy borzalmas eseménynek lesznek szemtanúi, Bellamy hű marad korábbi ígéretéhez, Cage pedig olyan információkkal áll elő, melyek alapjaiban rendezik át az erőviszonyokat.                                                                            |     |                                                                     |                   |                                |                                       |                  |
| 29. | 16. | A vért vérrel kell lemosni, 2. rész (Blood Must Have Blood, Part 2) | Dean White        | Jason Rothenberg               | 2015. március 11. 2017. augusztus 24. | 1,34 millió n.a. |
| Folytatódik a Fény Városába tartó utazás, azonban Jaha egy olyan lépésre szánja el magát, ami megdöbbenti Murphy-t. Clarke egy váratlan helyről kap segítséget, egy látogató meglepi Octaviát, Lincoln pedig végre beteljesítheti személyes bosszúját. Eközben a Mount Weather-en Cage próbál haladni a küldetésével, míg Bellamy és a csoport a menekülést tervezik. |     |                                                                     |                   |                                |                                       |                  |

### Harmadik évad (2016)
| Sor. | Év. | Cím                                                            | Rendező        | Író                                        | Premier                             | Nézettség        |
| --- | --- | -------------------------------------------------------------- | -------------- | ------------------------------------------ | ----------------------------------- | ---------------- |
| 30. | 1.  | Wanheda, 1. rész (Wanheda:, Part 1)                            | Dean White     | Jason Rothenberg                           | 2016. január 21. 2017. október 5.   | 1,88 millió n.a. |
| Három hónap telt el a Weather-hegynél történt tragédia óta, hőseink pedig megtudják, hogy vérdíjat tűztek ki Clarke fejére, de egy Bellamy és Kane által vezetett csapat a lány segítségére siet. Eközben Murphy a kastélyhoz ér, de váratlanul éri, hogy az ott lévő Jaha teljesen megváltozott. |     |                                                                |                |                                            |                                     |                  |
| 31. | 2.  | Wanheda, 2. rész (Wanheda:, Part 2)                            | Mairzee Almas  | Aaron Ginsburg & Wade McIntyre             | 2016. január 28. 2017. október 6.   | 1,63 millió n.a. |
| Bellamy és Kane az életüket kockáztatják, hogy megmentsék Clarke-ot. Hogy ne kelljen lánya miatt aggódnia, Abby megfontolja, hogy kórházzá alakítsa a Weather-hegyet. Eközben Murphy eldönti, hogy elárulja egykori Kancellárját.                                                                 |     |                                                                |                |                                            |                                     |                  |
| 32. | 3.  | Ki itt belépsz... (Ye Who Enter Here)                          | Antonio Negret | Kim Shumway                                | 2016. február 4. 2017. október 9.   | 1,57 millió n.a. |
| Clarke nehéz döntés előtt áll. Bellamy megtudja, hogy valami nem az, aminek látszik. Murphy még mindig egykori Kancellárja életére akar törni. |     |                                                                |                |                                            |                                     |                  |
| 33. | 4.  | Trónfosztás (Watch the Thrones)                                | Ed Fraiman     | Dorothy Fortenberry                        | 2016. február 11. 2017. október 10. | 1,32 millió n.a. |
| Clarke megtudja, hogy ki áll egy ördögi terv mögött, míg Kane próbálja fenntartani a békét. Eközben Jaspert a gyász meggondolatlan cselekedetekre sarkallja. |     |                                                                |                |                                            |                                     |                  |
| 34. | 5.  | Hakeldama (Hakeldama)                                          | Tim Scanlan    | Charlie Craig                              | 2016. február 18. 2017. október 11. | 1,36 millió n.a. |
| Clarke békével kapcsolatos reményeit eltörli egy új fenyegetés. Raven célponttá válik, Murphy pedig veszélyes játékot űz, mellyel sokak életét veszélybe sodorhatja. |     |                                                                |                |                                            |                                     |                  |
| 35. | 6.  | Keserű pirula (Bitter Harvest)                                 | Dean White     | Kira Snyder                                | 2016. február 25. 2017. október 12. | 1,41 millió n.a. |
| Clarke bosszú és kegyelem közt vívódik. Eközben Kane és Octavia összedolgoznak, hogy meggátoljanak egy katasztrófát. Abby pedig továbbra is aggódik Raven miatt. |     |                                                                |                |                                            |                                     |                  |
| 36. | 7.  | Tizenhárom (13) (Thirteen)                                     | Dean White     | Javier Grillo-Marxuach                     | 2016. március 3. 2017. október 13.  | 1,39 millió n.a. |
| Míg Lexa megpróbálja fenntartani a békét a klánok között, addig Clarke furcsa titokra derít fényt, ami mindent megváltoztathat. Emellett az emberiség sötét múltjába is visszatekintünk. |     |                                                                |                |                                            |                                     |                  |
| 37. | 8.  | Feltételek (Terms and Conditions)                              | John Showalter | Charlie Craig                              | 2016. március 10. 2017. október 16. | 1,20 millió n.a. |
| Kane ugyan próbálja békésen kezelni a problémákat, de kezd ráébredni, hogy talán drasztikus megoldáshoz kell folyamodnia. Eközben Pike gyanakodni kezd, hogy tégla van Arkadia falai közt, Raven pedig egy tervvel áll elő, melyben Jasper segítségét kéri.                                       |     |                                                                |                |                                            |                                     |                  |
| 38. | 9.  | A tűz ellopása (Stealing Fire)                                 | Uta Briesewitz | Heidi Cole McAdams                         | 2016. március 31. 2017. október 17. | 1,23 millió n.a. |
| Clarke egy sokkoló információra tesz szert, Octavia pedig olyan döntés előtt áll, amely mindent megváltoztathat. Eközben Kane és Abby kettesben maradnak. |     |                                                                |                |                                            |                                     |                  |
| 39. | 10. | A bukás (Fallen)                                               | Matt Barber    | Charmaine DeGrate & Javier Grillo-Marxuach | 2016. április 7. 2017. október 18.  | 1,13 millió n.a. |
| Jaha egy rémisztő módszerhez folyamodik Abby meggyőzése érdekében. Míg Kane küldetésen van, Bellamynak szembesülnie kell a szomorú igazsággal. Monty bizonytalan helyzetbe kerül, Jasper pedig saját embere megmentésére siet.                                                                    |     |                                                                |                |                                            |                                     |                  |
| 40. | 11. | Soha többé (Nevermore)                                         | Ed Fraiman     | Kim Shumway                                | 2016. április 14. 2017. október 19. | 1,08 millió n.a. |
| Alie előcsalogatja Raven sötét oldalát, Jasper pedig egyre dühösebbé válik. Eközben Octavia a helyét keresi a világban. Monty arra kényszerül, hogy gyors döntést hozzon. |     |                                                                |                |                                            |                                     |                  |
| 41. | 12. | Démonok (Demons)                                               | P. J. Pesce    | Justine Juel Gillmer                       | 2016. április 21. 2017. október 20. | 1,15 millió n.a. |
| Jaha visszatér a Polisba, Murphy pedig belebotlik egy titokzatos ismeretlenbe. Eközben Octavia fényt derít valamire, ami alapjaiban változtathatja meg az erőviszonyokat. |     |                                                                |                |                                            |                                     |                  |
| 42. | 13. | Csatlakozz, vagy meghalsz (Join or Die)                        | Dean White     | Julie Benson & Shawna Benson               | 2016. április 28. 2017. október 24. | 1,27 millió n.a. |
| Clarke küldetésen van, amely mindent megváltoztathat. Eközben Murphy olyan információkra tesz szert, melyek hasznosnak bizonyulhatnak a túlélés szempontjából. Kane pedig végpontra kerül. |     |                                                                |                |                                            |                                     |                  |
| 43. | 14. | Hajnalpír (Red Sky at Morning)                                 | P. J. Pesce    | Lauren Muir & Kira Snyder                  | 2016. május 5. 2017. október 25.    | 1,13 millió n.a. |
| Clarke, Bellamy, Octavia és Jasper sorsa tragikus fordulatot vesz. Raven és Monty fontos felfedezést tesz. |     |                                                                |                |                                            |                                     |                  |
| 44. | 15. | Perverz megvalósítás, 1. rész (Perverse Instantiation, Part 2) | Ed Fraiman     | Aaron Ginsburg & Wade McIntyre             | 2016. május 12. 2017. október 26.   | 1,17 millió n.a. |
| Clarke meglepő helyen lel reményre. Alie terve lassan összeáll. |     |                                                                |                |                                            |                                     |                  |
| 45. | 16. | Perverz megvalósítás, 2. rész (Perverse Instantiation, Part 2) | Dean White     | Jason Rothenberg                           | 2016. május 19. 2017. október 27.   | 1,29 millió n.a. |
| Mindenki készen áll a végső leszámolásra. A főhősök tragikus helyzete megdöbbentő és katartikus lezárásban csúcsosodik ki. |     |                                                                |                |                                            |                                     |                  |

### Negyedik évad (2017)
| Sor. | Év. | Cím                                      | Rendező           | Író                                | Premier                              | Nézettség        |
| --- | --- | ---------------------------------------- | ----------------- | ---------------------------------- | ------------------------------------ | ---------------- |
| 46. | 1.  | Visszhangok (Echoes)                     | Dean White        | Jason Rothenberg                   | 2017. február 1. 2018. december 11.  | 1,27 millió n.a. |
| Miután fény derült a világ sorsára, Clarke és barátai nem tudják, hogy mihez kezdjenek.                                                                                                   |     |                                          |                   |                                    |                                      |                  |
| 47. | 2.  | Koronás fő (Heavy Lies the Crown)        | Ed Fraiman        | Justine Juel Gillmer               | 2017. február 8. 2018. december 11.  | 1,01 millió n.a. |
| Clarke-ra és Bellamy-ra nehezedik a vezető szerep, mikor különböző kihívások arra kényszerítik őket, döntsék el, ki élhet tovább és ki fog meghalni.                                      |     |                                          |                   |                                    |                                      |                  |
| 48. | 3.  | A négy lovas (The Four Horsemen)         | P. J. Pesce       | Heidi Cole McAdams                 | 2017. február 15. 2018. december 18. | 1,05 millió n.a. |
| A feszültség egyre fokozódik Arkadiában és Polisban. Clarke-ot és Bellamy-t Jaha egy lehetséges megoldás felé vezeti.                                                                     |     |                                          |                   |                                    |                                      |                  |
| 49. | 4.  | Megfontolt hazugság (A Lie Guarded)      | Ian Samoil        | Kim Shumway                        | 2017. február 22. 2018. december 18. | 1,00 millió n.a. |
| Abby egy távoli helyre vezet egy csapatot, abban a reményben, hogy ott válaszokra lelnek.                                                                                                 |     |                                          |                   |                                    |                                      |                  |
| 50. | 5.  | Lőporos hordó (The Tinder Box)           | John F. Showalter | Morgan Gendel                      | 2017. március 1. 2018. december 25.  | 1,02 millió n.a. |
| Clarke kétségbeesetten próbál elkerülni egy háborút, és biztosítani az emberei túlélését.                                                                                                 |     |                                          |                   |                                    |                                      |                  |
| 51. | 6.  | Feltámadás (We Will Rise)                | Dean White        | Charmaine DeGrate                  | 2017. március 15. 2018. december 25. | 0,98 millió n.a. |
| Clarkenak és Roannak nincs más választása, mint együtt dolgozni egy ellenséges területen, annak érdekében, hogy eljuttassanak Abbynek és csapatának egy felbecsülhetetlen értékű tárgyat. |     |                                          |                   |                                    |                                      |                  |
| 52. | 7.  | Menedék (Gimme Shelter)                  | Tim Scanlan       | Terri Hughes Burton & Ron Milbauer | 2017. március 22. 2019. január 1.    | 0,90 millió n.a. |
| Bellamy próbálja elkerülni a további tragédiákat Arkadiában. |     |                                          |                   |                                    |                                      |                  |
| 53. | 8.  | Istenkomplexus (God Complex)             | Omar Madha        | Lauren Muir                        | 2017. március 29. 2019. január 1.    | 0,97 millió n.a. |
| Egy kiábrándító felfedezés után Clarke és Abby elbizonytalanodnak, milyen messzire mennének el céljuk elérése érdekében. Jaha talál egy nyomot, ami a titokzatos Second Dawn-hoz vezet.   |     |                                          |                   |                                    |                                      |                  |
| 54. | 9.  | Viharos idők (DNR)                       | Mairzee Almas     | Miranda Kwok                       | 2017. április 26. 2019. január 8.    | 0,81 millió n.a. |
| Jasper és Bellamy keresésbe kezd. Clarke próbál békét tartani, de ez egyre nehezebbnek bizonyul, miközben híre megy Jaha felfedezésének.                                                  |     |                                          |                   |                                    |                                      |                  |
| 55. | 10. | Dalolva a halálba (Die All, Die Merrily) | Dean White        | Aaron Ginsburg & Wade McIntyre     | 2017. május 3. 2019. január 8.       | 0,85 millió n.a. |
| Octavia egy végső csatát vív az emberei túléléséért, de nem mindenki hajlandó a fair küzdelemre.                                                                                          |     |                                          |                   |                                    |                                      |                  |
| 56. | 11. | A túloldal (The Other Side)              | Henry Ian Cusick  | Julie Benson & Shawna Benson       | 2017. május 10. 2019. január 15.     | 0,86 millió n.a. |
| Clarke szembenéz végzetes döntése következményeivel. |     |                                          |                   |                                    |                                      |                  |
| 57. | 12. | A kiválasztottak (The Chosen)            | Alex Kalymnios    | Aaron Ginsburg & Wade McIntyre     | 2017. május 17. 2019. január 15.     | 0,83 millió n.a. |
| Jaha és Kane nem értenek egyet abban, hogyan kéne kezelniük a kegyetlen valóságot. Clarke eközben egy barát megmentésére vezet egy csapatot.                                              |     |                                          |                   |                                    |                                      |                  |
| 58. | 13. | Praimfaya (Praimfaya)                    | Dean White        | Jason Rothenberg                   | 2017. május 24. 2019. január 22.     | 0,91 millió n.a. |
| Praimfaya érkezése arra kényszeríti hőseinket, hogy lehetetlen döntéseket hozzanak, saját túlélésük érdekében.                                                                            |     |                                          |                   |                                    |                                      |                  |

### Ötödik évad (2018)
| Sor. | Év. | Cím                                           | Rendező          | Író                            | Premier                              | Nézettség        |
| --- | --- | --------------------------------------------- | ---------------- | ------------------------------ | ------------------------------------ | ---------------- |
| 59. | 1.  | Éden (Eden)                                   | Dean White       | Jason Rothenberg               | 2018. április 24. 2019. január 29.   | 1,43 millió n.a. |
| Clarke egy elhagyatott, felperzselt földön próbál életben maradni, miközben barátai számára felcsillan a remény az űrben.                                                                 |     |                                               |                  |                                |                                      |                  |
| 60. | 2.  | Vörös királynő (Red Queen)                    | P. J. Pesce      | Terri Hughes Burton            | 2018. május 1. 2019. január 29.      | 1,02 millió n.a. |
| Octavianak muszáj elfogadnia egy váratlan szövetséges iránymutatását, amikor a bunker és az ott tartózkodók jövője veszélybe kerül.                                                       |     |                                               |                  |                                |                                      |                  |
| 61. | 3.  | Alvó oroszlánok (Sleeping Giants)             | Tim Scanlan      | Aaron Ginsburg & Wade McIntyre | 2018. május 8. 2019. február 5.      | 1,08 millió n.a. |
| Amíg Bellamy a hazautazást szervezi, addig Clarke és Madi az otthonukat fenyegető veszéllyel próbálnak megbirkózni.                                                                       |     |                                               |                  |                                |                                      |                  |
| 62. | 4.  | Pandóra szelencéje (Pandora's Box)            | Dean White       | Charmaine DeGrate              | 2018. május 15. 2019. február 5.     | 1,07 millió n.a. |
| A hősöknek a Shallow Valley veszélyes, új lakóiban kell megbízniuk, hogy meg tudják menteni sajátjaikat.                                                                                  |     |                                               |                  |                                |                                      |                  |
| 63. | 5.  | Futóhomok (Shifting Sands)                    | Omar Madha       | Nick Bragg                     | 2018. május 22. 2019. február 12.    | 0,94 millió n.a. |
| Octavia a Shallow Valley felé vezeti embereit Clarke és Bellamy tanácsai ellenére. Eközben Kane és Abby új kihívásokkal szemben találják magukat.                                         |     |                                               |                  |                                |                                      |                  |
| 64. | 6.  | Kimeneti seb (Exit Wounds)                    | Michael Blundell | Drew Lindo                     | 2018. június 5. 2019. február 12.    | 0,92 millió n.a. |
| Madi egy nem várt fenyegetéssel szembesül a Wonkru klánon belül, amely Clarke-ot egy nem várt szövetséges mellé sodorja.                                                                  |     |                                               |                  |                                |                                      |                  |
| 65. | 7.  | Járulékos veszteségek (Acceptable Losses)     | Mairzee Almas    | Jeff Vlaming                   | 2018. június 19. 2019. február 19.   | 0,83 millió n.a. |
| Clarke és Bellamy ijesztő felfedezést tesznek a Wonkru klán csatatervével kapcsolatban, amikor Echo kockáztatja barátságát Raven-nel, hogy teljesítje küldetését.                         |     |                                               |                  |                                |                                      |                  |
| 66. | 8.  | Út a békéhez (How We Get to Peace)            | Antonio Negret   | Lauren Muir                    | 2018. június 26. 2019. február 19.   | 0,73 millió n.a. |
| Clarke mindenáron védelmezné Madit, ez pedig Bellamy-t lehetetlen helyzetbe sodorja. |     |                                               |                  |                                |                                      |                  |
| 67. | 9.  | Így jár minden zsarnok! (Sic Semper Tyrannis) | Ian Samoil       | Miranda Kwok                   | 2018. július 10. 2019. február 26.   | 0,89 millió n.a. |
| A Wonkru belharcok felrobbani látszanak, miközben a Shadow? Valley-ban Murphy tüzet nyit.                                                                                                 |     |                                               |                  |                                |                                      |                  |
| 68. | 10. | Harcosok (The Warriors Will)                  | Henry Ian Cusick | Julie Benson & Shawna Benson   | 2018. július 17. 2019. február 26.   | 0,86 millió n.a. |
| Monty alternatívát próbál ajánlani a Wonkruknak a háború helyett. Eközben Abby egészsége folyamatosan romlik.                                                                             |     |                                               |                  |                                |                                      |                  |
| 69. | 11. | A sötétség éve (The Dark Year)                | Alex Kalymnios   | Heidi Cole McAdams             | 2018. július 24. 2019. március 5.    | 0,85 millió n.a. |
| Miközben Clarke próbálja megmenteni Abby-t, tudomást szerez a Wonkru nehézségeiről a bunkerben és a döntésről, amelyet a sötét években kellett hozniuk.                                   |     |                                               |                  |                                |                                      |                  |
| 70. | 12. | Damoklész kardja, 1. rész (Damocles, Part 1)  | Dean White       | Jason Rothenberg               | 2018. július 31. 2019. március 5.    | 0,88 millió n.a. |
| Octavia háborúba vezeti népét. Az ellenség vonalai mögött lévő hősöknek pedig túl kell lépniük nézeteltéréseiken, hogy megmenthessék a Wonkrut a kihalástól.                              |     |                                               |                  |                                |                                      |                  |
| 71. | 13. | Damoklész kardja, 2. rész (Damocles, Part 2)  | Dean White       | Jason Rothenberg               | 2018. augusztus 7. 2019. március 12. | 0,99 millió n.a. |
| Clarke és barátai mindent kockára tesznek és megvívják utolsó csatájukat a túlélésért, hogy aztán megpillanthassák a Föld utolsó életben maradt völgyére leselkedő még sötétebb veszélyt. |     |                                               |                  |                                |                                      |                  |

### Hatodik évad (2019)
| Sor. | Év. | Cím                         | Rendező          | Író               | Premier           | Nézettség   |
| ---- | --- | --------------------------- | ---------------- | ----------------- | ----------------- | ----------- |
| 72.  | 1.  | Sanctum                     | Ed Fraiman       | Jason Rothenberg  | 2019. április 30. | 0,86 millió |
| 73.  | 2.  | Red Sun Rising              | Alex Kalymnios   | Jeff Vlaming      | 2019. május 7.    | 0,81 millió |
| 74.  | 3.  | The Children of Gabriel     | Dean White       | Drew Lindo        | 2019. május 14.   | 0,82 millió |
| 75.  | 4.  | The Face Behind the Glass   | Tim Scanlan      | Charmaine DeGraté | 2019. május 21.   | 0,73 millió |
| 76.  | 5.  | The Gospel of Josephine     | Ian Samoil       | Georgia Lee       | 2019. május 28.   | 0,73 millió |
| 77.  | 6.  | Memento Mori                | P.J. Pesce       | Alyssa Clark      | 2019. június 11.  | 0,64 millió |
| 78.  | 7.  | Nevermind                   | Michael Blundell | Kim Shumway       | 2019. június 18.  | 0,72 millió |
| 79.  | 8.  | The Old Man and the Anomaly | April Mullen     | Miranda Kwok      | 2019. június 25.  | 0,63 millió |
| 80.  | 9.  | What You Take With You      | Marshall Virtue  | Nikki Goldwaser   | 2019. július 9.   | 0,70 millió |
| 81.  | 10. | Matryoshka                  | Amanda Tapping   | Drew Lindo        | 2019. július 16.  | 0,57 millió |
| 82.  | 11. | Ashes to Ashes              | Bob Morley       | Charmaine DeGrate | 2019. július 23.  | 0,54 millió |
| 83.  | 12. | Adjustment Protocol         | Antonio Negret   | Kim Shumway       | 2019. július 30.  | 0,61 millió |
| 84.  | 13. | The Blood of Sanctum        | Ed Fraiman       | Jason Rothenberg  | 2019. augustus 6. | 0,59 millió |

### Hetedik évad (2020)
| Sor. | Év. | Cím                    | Rendező          | Író                | Premier              | Nézettség   |
| ---- | --- | ---------------------- | ---------------- | ------------------ | -------------------- | ----------- |
| 85.  | 1.  | From the Ashes         | Ed Fraiman       | Jason Rothenberg   | 2020. május 20.      | 0,80 millió |
| 86.  | 2.  | The Garden             | Dean White       | Jeff Vlaming       | 2020. május 27.      | 0,76 millió |
| 87.  | 3.  | False Gods             | Tim Scanlan      | Kim Shumway        | 2020. június 3.      | 0,71 millió |
| 88.  | 4.  | Hesperides             | Diana Valentine  | Sean Crouch        | 2020. június 10.     | 0,63 millió |
| 89.  | 5.  | Welcome to Bardo       | Ian Samoil       | Drew Lindo         | 2020. június 17.     | 0,68 millió |
| 90.  | 6.  | Nakara                 | PJ Pesce         | Erica Meredith     | 2020. június 24.     | 0,57 millió |
| 91.  | 7.  | The Queen's Gambit     | Lindsey Morgan   | Miranda Kwok       | 2020. július 1.      | 0,64 millió |
| 92.  | 8.  | Anaconda               | Ed Fraiman       | Jason Rothenberg   | 2020. július 8.      | 0,67 millió |
| 93.  | 9.  | The Flock              | Amyn Kaderali    | Alyssa Clark       | 2020. július 15.     | 0,61 millió |
| 94.  | 10. | A Little Sacrifice     | Sherwin Shilati  | Nikki Goldwaser    | 2020. augusztus 5.   | 0,47 millió |
| 95.  | 11. | Etherea                | Aprill Winney    | Jeff Vlaming       | 2020. augusztus 12.  | 0,58 millió |
| 96.  | 12. | The Stranger           | Amanda Row       | Blythe Ann Johnson | 2020. augusztus 19.  | 0,54 millió |
| 97.  | 13. | Blood Giant            | Michael Cliett   | Ross Knight        | 2020. szeptember 9.  | 0,59 millió |
| 98.  | 14. | A Sort of Homecoming   | Jessica Harmon   | Sean Crouch        | 2020. szeptember 16. | 0,63 millió |
| 99.  | 15. | The Dying of the Light | Ian Samoil       | Kim Shumway        | 2020. szeptember 23. | 0,52 millió |
| 100. | 16. | The Last War           | Jason Rothenberg | Jason Rothenberg   | 2020. szeptember 30. | 0,61 millió |